# Рана
Рана (лат. vulnus) је повредом изазван прекид континуитета ткива човека или животиње, који захвата кожу или слузокожу и може продрети у дубље слојеве ткива у различитом степену. Ране могу бити узроковане различитим чиниоцима; механичким (убод, ударц, цепање, ватрено оружје, људски или животињски ујед), физичким (опекотине, промрзлине) или хемијским (хемијске опекотине). Главна претња телу код већих рана је велики губитка крви у току повреде крвних судова, и могуће инфекције услед продора бактерија у рану. Уколико се код таквих рана не предузму неопходне мере лечења, оне могу довести до појаве шока и смрти.

## Историја
I. Праисторија 
Због јако ниског степена развоја и недостатка одговарајуће опреме, а у сталом сукобу са природом и проблемима потраге за храном, праисторијски човек је веома често био изложен многобројним повредама. Контрола крварења и прекривање ране “облозима” (блато, маховина, храстова кора), били су први човекови кораци у лечењу рана. Код Кромањонаца 36.000 г. пне) – пронађена су оруђа слична скалпелу и коштане игле с ушицама, а 4000-1800. п. н. е. – пронађени су видљиви покушаји хируршких захвата на остацима лобање.
II. Староегипатско доба 
Рана су у старом Египту тертиране као „божја казна“ па се у њиховом лечењу преплиће медицина, религија, и магија. Опис лечења рана пронађен је записан на папирусу који потиче из 1700 г. пне;
- Ране су прекриване - животињским изметом, медом и смолом
- Мирисне смоле стављане су на ране са јаким и непријатним мирисом
- Жива се употрбљавала за уништавање бактерија а ране су чишћене употребом воде и млека
- Као облога за ране коришћени су и масни јастучићи од вуне с каучуком

Око 1600. п. н. е. Египћани упорабљавају вунени конац за ушивање рана.
III. Старогрчко доба 
У лечењу рана стари Грци користили су следеће методе;
- Усијано гвожђе за каутеризацију ране + врачање (Хомер – Илијада: 800 г. пне)
- Испирање ране топлом водом, сирћетом или вином
- Спајање крајева ране
- Прекривање ране вуненом тканином прокуваној у води
- Прање руку и резање ноктију

Хипократ (460-377. п. н. е.) уноси напредак у лечењу ране и први даје опис примарног и секундарног зарастања ране
IV. Староримско доба 
- У овом историјском периоду написано је преко 300 књига о лечењу рана.
- Celsus (25. п. н. е. – 50. г.) описује класичне знакова инфекције ране: rubor(црвенило), tumor(оток), calor(топлота) и dolor(бол), и у лечењу рана препоручује примену агресивних метода.
- Galen (130 г. – 200 г.) предлаже употребу слане воде и вина за чишћење рана
- Dresinzi у лечење ране уводи употребу уља, хлеба, пшенице, и вина за испуњавања шупљине ране (подаци из Библије)

V. Нови век 
- Semmelweis 1847. уводи у медицинску праксу прање руку хлорним кречом
- Louis Pasteur 1860. први уводи у савремено лечење стерилизацију
- Lister (1812. – 1912) уводи дезинфекцију карболном киселином
- Bergman 1878. уводи у свакодневну праксу примену старилизације топлотом – асепса
- Fürbinger 1880. уводи у хирургију класично хируршко прање руку
- Halstedt 1890. први предлаже употребу хируршких рукавица
- Friedrich 1898. започиње са ексцизијом рубова ране ради уклањања некротичног (мртвог) ткива и бактерија.

IV.Савремено доба
- Винтер је 1964. доказао (испитивањима на животињама и људима), да ране које се третирају у влажној средини брже зарастају у односу на до тада класичне начине лечења.
- Лоренс је 1982. доказао да облоге који осигуравају влажну средину боље и брже обнављају ткиво коже и епитела.
- Eaglestein је 1985. дошао до закључка да нови материјали за зарастање ране попомажу епителизацију ране за више од 40%.
- Турнерје је 1990. године прописао критеријуме које треба да има идеална савремена облога за ране: да уклања ексудацију, подржава влажно окружење у рани, обезбеђује пропусност за кисеоник, одржава температуру околине око ране, спречава инфекцију ране, не садржи отровне компоненте, да се може се уклонити без оштећења ткива.[2][3]

## Подела рана

### Врсте рана према клиничкој слици
Према начину настанка, клиничкој слици и дужини трајања лечења, ране се деле на;.
Акутне ране
Акутне ране су ране узроковане траумом или хируршким захватом, без значајно нарушених структурних поремећаја у ћелијама, за чије је зарастање у просеку потребно око три недеље. На споро зарастање акутних рана и њихов прелазак у хронични облик могу утицати следећи фактори:
Фактори који утичу на прелазак акутне ране у хроничну
| Системски фактори | Локални фактори |
| --- | --- |
| Слабија покретљивост • Гојазност или потхрањеност • Хроничне болести (дијабетес, срчана инсуфицијенција, хронична бубрежна инсуфицијенција) • Системски малигнитет и терминалне болести • Хемио и радио терапија • Имуносупресиви • Старија доб • Пушење | Неадекватна васкуларизација • Едем • Присуство ексудата и инфекције у рани • Притисак на предео ране • Исушивање ране • Лоша венска дренажа |

Хроничне ране
Хроничне ране су ране које настају као последица неадекватног лечења акутне ране или као последица деструкције ткива као последица патолошких поремећаја у организму (шећерна болест, болести артерија, вена итд). У хроничним ранама, унутарћелијски процеси су поремећени и зато је њихово зарастање потребно дуже од 6 до 8 недеља.
Најчешће хроничне ране су венски улкуси (чиреви), декубитални улкуси и артеријски улкуси, онколошке ране. У САД, према подацима енгл. National Health Commite, преваленца венских улцерација у општој популацији је 0,2%. Од 120 милиона дијабетичара у свету. У Србији према грубој процени има око 70.000 болесника са хроничним ранама. Код око 15% особа хронична рана је локализована на стопалу (дијабетесно стопало и гангрена стопала). Компликације хроничне ране су су најчешћи узрок нетрауматским ампутација. Превенција, рана дијагностика и адекватан трапијски приступ могу дзначајно смањити ризик од ампутације и до 85%.

## Врсте рана према механизму настанка[1]
| Механизам             | Латински назив    | Карактеристике ране |
| --------------------- | ----------------- | --- |
| Нагњечина             | V. contusum       | Ране настале приликом пада са висине или ударцем тупине механичког оруђа или оружја. Њих карактеришу нагњечене и крвљу подливене ивице. |
| Раздерина             | V. lacerum        | Ране настале у контакту са тупим или оштрим предметима или при паду са висине, неправилних су ивица и често са знацима нечистоће и инфекције. |
| Нагњечнораздерна рана | v. lacerocontusum | Ова рана је са особинама нагњечине и раздерине и изазвана је тупим или оштрим предметима или при паду са висине. Овај тип ране може настати и при отвореним преломима костију. |
| Устрелина             | V. sclopetarium   | Спада у групу нагњечнораздерних рана, а изазвана је ватреним оружјем. Ове ране су различитог облика, од тачксатог до звездастог. Њихов изглед зависи од врсте пројектила или експлозивних парчади који долазе из непосредне близине. Дејство пројектила објашњава се на тај начин што он великом кинетичком енергијом разара ткиво помоћу компримираног ваздуха испред себе и вакуума који следи након продора пројектила. |
| Секотина              | V. scissum        | Рана изазвана оштрим оруђем. Она је правилних ивица и обично без примеса нечистоће и ретко са знацима инфекције. |
| Уједина               | v. morsum         | Рана изазвана дубоким продирањем зуба животиње или човека. Обично је инфицирана. |
| Убодина               | V. punctum        | Рана је најчешће тачкастог облика и изазване је убодом рилице инсеката или механичким шиљатим предметима који продиру дубоко у ткива. |

## Врсте рана према стању коже[1]
- непенетрантна  (затворене) рана (лат. v. nonpenetrans ) карактерише се очуваним континуитетом коже али са знацима оштећења дубљих ткива.
- отворена рана  (лат. v.penetrans ) карактерише се прекидом континуитета коже a рана је у контакту са атмосфером.
- пробојна рана  (лат. v. perforans ) је повреда која продире у неки орган или телесну шупљину.
- поткожна рана  (лат. v.subcutaneum ) је рана која захвата само кожу и поткожно ткиво

## Врсте рана према загађењу[1]
| Врсте           | Латински назив   | Карактеристике                                            |
| --------------- | ---------------- | --------------------------------------------------------- |
| Незагађена рана | Vulnus asepticum | Рана није загађена микроорганизмима и другим нечистоћама. |
| Загађена рана   | Vulnus inflamata | Рана је загађена микроорганизмима и другим нечистоћама.   |

## Патофизиологија рана
Директним механичким деловањем изазивачи повреда стварају „зону директне трауматске некрозе“, зону у којој долази до одумирања ткива чији обим зависи о;
- карактеристикама механичке силе,
- балистичким карактеристикама пројектила (ако се ради о ранама изазваним ватреним оружјем)
- стања организма у моменту повређивања,
- отпорности појединих ткива на недостатак кисеоника итд.

Изазивачи повреда могу захватити ткива око места повреде у промеру од неколико милиметара до неколико центиметара. Средиште те зоне чини део ткива испуњен крвљу, страним телима, бактеријама и ваздухом и у том делу нема живих ћелија.
Индиректним деловањем високог притиска и ударних таласа, што је посебно изражено код повреда изазваних ватреним оружјем и експлозијом, у ближој околини ране, долази до наглог покретања ћелија ткива и течности. Ствара се „зона масивног потреса“ у којој долази до неповратног разарања ћелија. Осим оштећења ткива, у зони повреде, долази и до оштећења и тромбозе (згрушавања крви) у крвним судовима коју прати одумирање ћелија повређеног ткива, које се развија постепено током неколико часова.
У даљој околини повреде утицај кинетичке енергије слаби и доводи још само до молекуларних померања тзв. „зона молекуларног потреса“. У тој зони изражени су функционални циркулациони поремећаји, у почетку као грч, а затим парализа крвних судова која успорава циркулацију, повећава пропусност капилара и ствара трауматски оток (едем), који још више погоршава циркулацијуи изазивајући зачарани круг.
Најважнији чинилац код рана је мањак кисеоника у ткивима и органима (хипоксија), чије је трајање од пресудне важности за исход односно тежину последица самог повређивања. Тзв. „златни период“ - време које протекне од поврдеде - рањавања до промена у ткивима чија оштећења постају неповратна-износи 6 часова; време преко 12 часова резултује појавом гангрене (изумирање ткива) и порастом броја ампутација.
Зато је од пресудног значаја, лечење (нарочито тежих ) рана започети у првих 6 часова од настанка повреде, применом следећих поступка за њихово успешно излечење;
- Уклањање мртвог, некротичног, ткива
- Опоравак циркулације
- Спречавање односно лечење инфекције уз адекватно збрињавање општег стања повређеног

## Физиологија зарастања ране
Процес зарастања ране пролази кроз четири фазе.
1. Васкуларни одговор или хемостаза (заустављање крварења); Ову фазу карактерише;
- Крварење ране, које има улогу природног испирање ране од мањих страних тела,
- Вазоконстрикција (стезање) крвних судова у циљу заустављања крварења
- Слепљивање и агрегација и спајање тромбоцита, или згрушавање крви
- Коагулација, стварање фибрина из фибриногена и матрикса у који мигрирају ћелије.

2. Запаљењска фаза; Ова фаза јавља се у два облика,
- Рано запаљење ране, које настаје 24 – 48 часа након повреде и карактерише се формирањем гранулоцита, одстрањењем бактерија и страног садржаја из ране,
- Касно запаљење ране, настаје након 48 – 72 часа након повреде, а карактерише га доминантно умножавање фагоцита и лимфоцита (фагоцитоза и лимфоцитоза), праћена ослобађањем тумор некротичког фактора. Умножавање оба ова типа ћелија има кључну улогу у чишћењу ране дигестији бактерија и ослобађању протеолитичких ензима који уништавају страна тела и целуларне излучевине.

3. Пролиферативна фаза; настаје након 5.-7. дана и траје до 2-3 недеље од настанка повреде. Ову фазу карактерише синтеза колагена од стране фибробласта (тип I – XII) који је кључни елемент у фази зарастања ране. Колаген даје чврстоћу и интегритет ткива. На овај процес надовезује се ангиогенеза или гранулација (стварање нових крвних судова), контракција (скупљање крајева ране) и епителизација,
4. Матурација или фаза ремоделације оштећеног ткива; Ова фаза траје од 21. дан до 1 године од момента повреде.

### Отежано зарастање ране
Уколико зарастање ране застане у некој од горенаведених фаза рана прелази у хронични облик чији процес зарастања траје изузетно дуго. На отежано зарастање ране могу да утичу локални и општи поремећаји.
- Локални поремећаји у кожи, који отежавају зарастање ране настају код инфекција, затим код размакнутих ивица ране, или код недовољне циркулације крви.
- Општи поремећаји који отежавају зарастање ране могу бити; недостатак витамина Ц и амино киселина које садрже сумпор, као и претерано уношење кортикостероида.

## Лечење
Лечење рана, акутних или хроничних, данас захтева значајну стручност, искуство, тимски рад и знање о различитим средствима произведеним за ту намену. Проучавање ране и стална брига за њено правилно лечење, у сталном је успону, а развијено је и посебно подручје у медицини и фармацији, са сопственим стручњацима-професионалцима, који се искључиво баве збрињавањем рана.
Они који се баве раном све више постају свесни потребе за новим сазнањима из области савременог начина лечења рана која укључују добро познавање савремених средстава и јединствени (доктринарни) приступ у раном збрињавању и едуковању пацијената са хроничном раном.
Међутим, постоји много проблема везаних за савремен доктринарни и јединствен приступ рани.
Недостатка и недоступност модерних средстава за збрињавање рана, (нарочито у недовљно развијеним друштвима), један је од главних чинилаца. Зато се у већини земаља и даље прибегава традиционалним начинима лечења рана, који је; спорији, више болан, више ризичан а често и скупљи.
Иако је након Другог светског рата у праксу уведен читав низ нових средстава за лечење рана и даље примат у свету има примена класичне памучне повеске (газе) и разних хемијски раствора.
Третман рана укључује преглед, чишћење, затварање и прекривање рана. Ако се ради о недавно насталој (акутној) рани она се мора што пре обрадити и заштити како не би дошло до секундарне инфекције.
Чишћење
За једноставне ране чишћења може бити обавњено коришћењем неколико различитих решења, укључујући: млазом воде (под условом да није загађена), стерилним физиолошким раствором или антисептичким средством (дезинфицијенсом).
Затварање
Ако се лекар одлучи за затварање ране примењује се нека од бројних техника;
- Лепљива трака
- Цианоакрилатни лепак
- Стаплер
- Шав. Шавови који се ресорбују имају предност јер не захтевају накнадно уклањање и приоритетно се користе код деце.

Прекривање
Након чишћења и затварања рана се прекрива стерилним повескама (газом и завојем) или савременим облогама за ране, које стварањем влажне средине, осигуравају рани одговарајуће услове за зарастање. На основу спроведених студија, с краја 20. века, доказане су бројне предности влажне средине у процесу зарастања рана, која се постиже употребом савремених облога за прекривање и лечење рана. У таквој средини стимулише се ангиогенеза, успорава размножавање бактерија, одржава жељени пХ, рана је заштићена од утицаја спољних услова и околине, смањује се бол, превијање класичним повескама се проређује, болесници брже постају активни, и на крају се и смањују укупни трошкови лечења.
Реинтервенције на рани
И поред коректно спроведеног поступка, код одређених (имунодефицијентних) пацијената, може настати секундарна инфекција ране, коју најчешће прати дехисценција (раздвајанје ивица ране), успорен процес зарастања (види слику) а понекад и потреба за дебридманом ране и реинтервенцијом (поновљеним затварањем).